# Izlandi Királyság
Az Izlandi Királyság (izlandiul Konungsríkið Ísland) egy 1918 és 1944 között fennállt európai államalakulat volt, amely perszonálunióban állt a Dán Királysággal. Az Atlanti-óceán északi részén elterülő szigetország volt, melyhez északnyugaton Grönland, keleten Norvégia, délen pedig Skócia volt a legközelebb. Jelenleg a független Izlandi Köztársaság található egykori területén.

## Történelmi előzmények

A kalmari unió területe 1500 körül

A középkorban a betelepülő norvég, ír és skót telepesek összeolvadásából alakult ki az izlandi nép. Kezdetben független közösséget alkottak a szigeten, később 1262-ben elismerték maguk felett a norvég király uralmát, 1281-ben pedig Norvégia részének nyilvánították a szigetet. Egészen 1380-ig, IV. Olaf norvég király haláláig állt fenn ez az állapot.
1397-ben a skandináv királyságok a kalmari unióban egyesültek, Izland ezen belül a dán korona fennhatósága alá került. 1523-ban az unió felbomlott, Norvégia azonban perszonálunióban maradt Dániával. Izland formailag Norvégia része volt, ténylegesen azonban a dán korona fennhatósága alá tartozott. Amikor Dánia és Norvégia 1814-ben szétvált, Izland megmaradt dán függésben.
A 19. század második felében újra felerősödő függetlenségi mozgalmak hatására Dánia 1874-ben alkotmányt biztosított Izland számára.

## Egyesülési törvény

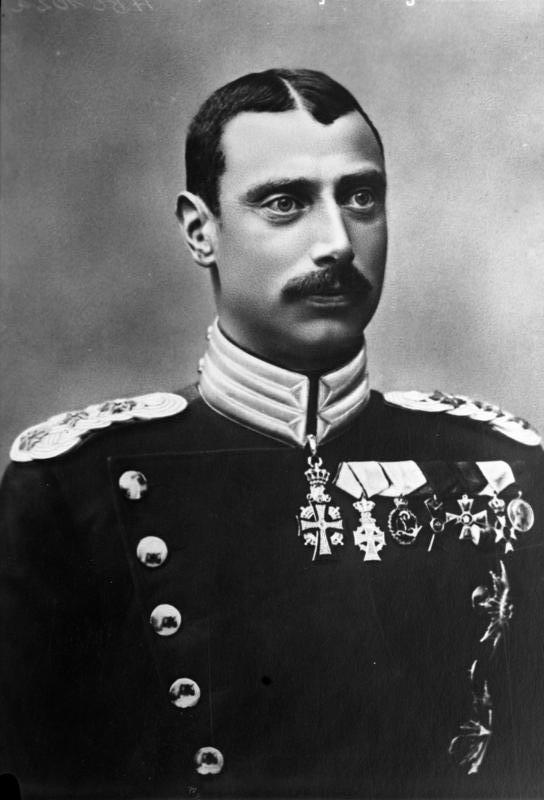
X. Keresztély

1918. december 1-jén Dánia elismerte Izlandot egy teljesen szuverén államnak. Ezzel megszületett az önálló Izlandi Királyság, amely az egyesülési törvény értelmében perszonálunióba került Dániával. Ettől kezdve a dán király egyben Izland uralkodója is lett.
X. Keresztély tehát a dán mellett az izlandi koronát is megszerezte, egyben ő volt a történelem első és egyben utolsó olyan uralkodója, aki ténylegesen is viselte az Izland királya címet.
Mivel az új állam nem rendelkezett sem hadsereggel, sem pedig haditengerészettel, tartósan semleges országgá lett nyilvánítva. Külpolitikáját és védelmét Dánia irányította.
A törvény aláírásakor kikötötték, hogy azt 1940-ben felül kell vizsgálni, és ha nem jön létre konszenzus, akkor három évvel később fel lehet bontani.

## Története

### A semlegesség kérdése
1940. április 9-én a náci Németország megszállta Dániát. Ezzel megszakadt a kapcsolat az izlandiak és a dánok között. Az Althing deklarálta Izland semlegességét a világháborúban, megtiltotta a hadihajók kikötését az ország területén, továbbá mindennemű harci tevékenység gyakorlását elutasította. Korlátozta a dán király hatalmát és saját irányítása alá vonta a külpolitikai, valamint a védelmi ügyeket.
Norvégiával ellentétben azonban nem volt elég ereje ahhoz, hogy biztosítani tudja a korlátozásokat a saját felségvizein, sőt tovább nyirbálták az izlandi parti őrség költségvetését. Számos kereskedőhajó keresett menedéket a szigetországhoz közeli vizeken, a legtöbbet azonban a hadihajók elsüllyesztették.
1941. május 15-én az izlandi törvényhozás létrehozta a monarchiát képviselendő, királyt helyettesítő régens posztot, amit Sveinn Björnsson töltött be.

### A sziget megszállása

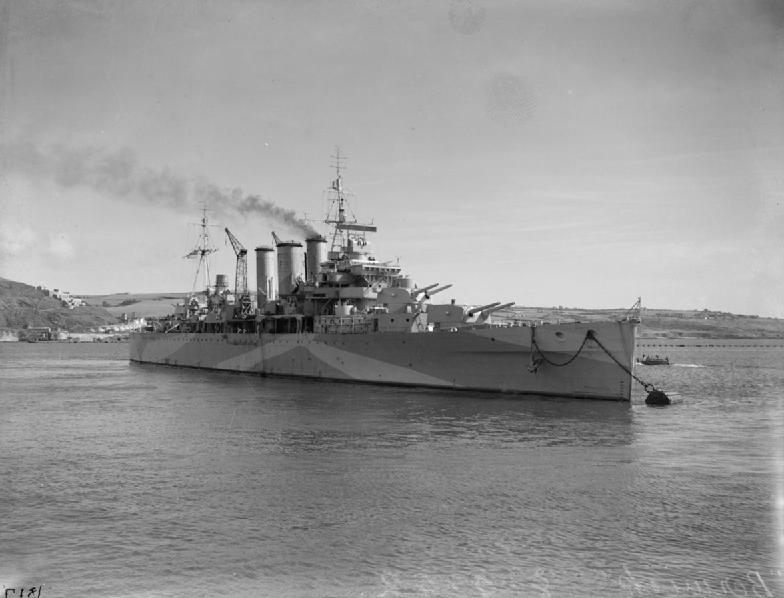
A Villa Hadművelet parancsnoki hajója, a brit HMS Berwick nehézcirkáló.

A második világégés első évében még viszonylag sikeresen érvényesíteni tudta semlegességét, és szembeszállt mind a német, mind pedig a brit erőkkel, ha arra szükség volt. Ez azonban hamarosan megváltozott, mivel a britek az 1940. május 10-én indított Villa Hadművelet (Operation Fork) keretén belül megszállták a szigetkirályságot. A Reykjavík kikötőjébe érkező katonai erő megkezdte a város kulcsfontosságú pontjainak saját ellenőrzése alá vételét, majd innen kiindulva került sor a sziget teljes inváziójára.
Norvégia német megszállása után a britek nem kockáztathatták meg, hogy a németek az észak-atlanti összeköttetést veszélyeztető támaszponttá építsék ki Izlandot, ezért ezt megelőzendő saját maguk voltak kénytelenek megszállni azt.
A kormány tiltakozott az izlandiak semlegességét kirívóan megsértő akció ellen, azonban nem volt képes felvenni a harcot a britekkel szemben. Utóbbiak megígérték, hogy az okozott károkat meg fogják téríteni, előnyös üzleti megállapodásokat kínáltak fel, vállalták, hogy nem avatkoznak be az izlandi ügyekbe, továbbá minden csapatot visszavonnak a háború végén.
A miniszterelnök rádióbeszédében arra utasította a lakosságot, hogy vendégként kezelje a briteket, kerülve az értelmetlen vérontást. A királyság ugyan formailag fenntartotta semlegességét, a gyakorlatban azonban együttműködött a megszállókkal.
Mivel a brit csapatokat máshol kellett bevetni, az Egyesült Államok átvállalta Izland védelmét. 1941 júniusában megszületett az izlandi-amerikai megállapodás, melynek értelmében az ország védelmére 40 000 amerikai katonát rendeltek. Ezzel gyakorlatilag megduplázódott a felnőtt férfilakosság.

### Az Izlandi köztársaság megalakulása
1943. december 31-én lejárt az egyesülési törvényben megszabott 25 éves időszak a Dániával való perszonálunióról. Mivel a háború megakadályozta, hogy azt újratárgyalják, 1944. május 20-án népszavazást tartottak a további teendőkről. A választópolgároknak két kérdésben kellett véleményt nyilvánítani. Az államformával kapcsolatban; itt az izlandiak 95%-a a köztársaságra adta le a voksát, a referendumon részt vevők 97%-a pedig a függetlenségre szavazott.
Az Izlandi Köztársaság 1944. június 17-én alakult meg, első elnöke Sveinn Björnsson lett. A továbbra is német megszállás alatt álló Dánia királya, X. Keresztély gratulált az új, független államnak.
A háború során Izland jelentős jövedelemre tett szert a brit, majd az amerikai csapatok ellátásából, utána pedig a Marshall-terv során egy főre számítva a legnagyobb amerikai segélyt kapta (209 dollár/fő). A befolyó pénzösszegekből sor került a halászflotta és a halfeldolgozó üzemek korszerűsítésére, cement- és műtrágyagyárak építésére és a mezőgazdaság modernizálására. 
1946 októberében az amerikai csapatok kivonultak, de az Egyesült Államok Keflavíkban fenntartott egy légibázist, ahonnan a hidegháború éveiben figyelték az Atlanti-óceán hajóforgalmát. 1951-ben új megállapodás született arról, hogy az Egyesült Államok ismét átveszi Izland védelmét. 2006-ig amerikai katonák állomásoztak a szigeten, kivonulásukat követően a szigetország a skandináv országokkal erősítette meg védelmi együttműködését.

## Fordítás
- Ez a szócikk részben vagy egészben  a   Kingdom of Iceland című angol Wikipédia-szócikk fordításán alapul.  Az eredeti cikk szerkesztőit annak laptörténete sorolja fel. Ez a jelzés csupán a megfogalmazás eredetét és a szerzői jogokat jelzi, nem szolgál a cikkben szereplő információk forrásmegjelöléseként.